# Tim Achtermeyer

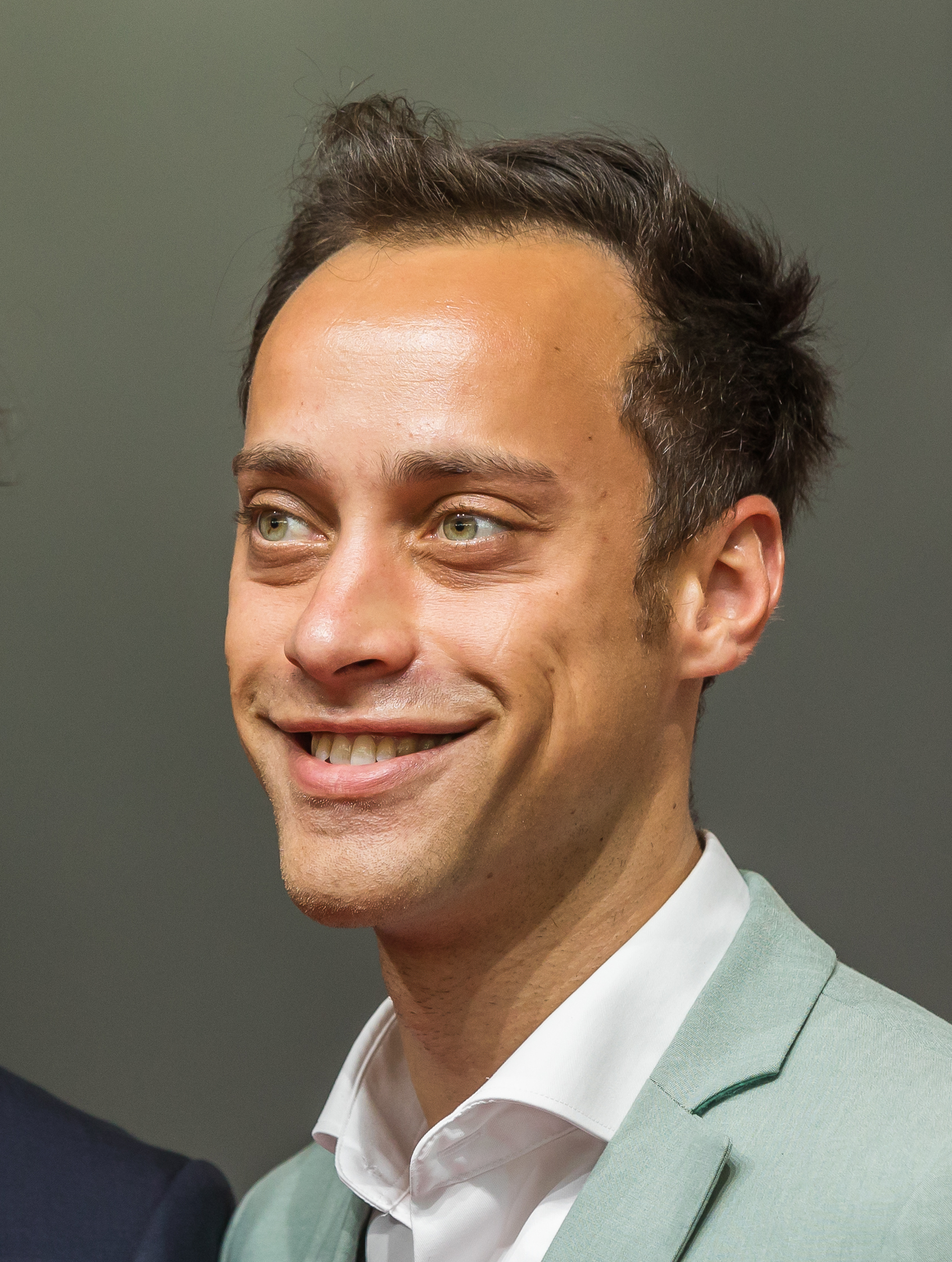
Tim Achtermeyer, 2022

Tim Achtermeyer (* 13. September 1993 in Mönchengladbach) ist ein deutscher Politiker (Bündnis 90/Die Grünen) und seit dem 1. Juni 2022 Mitglied des Landtages von Nordrhein-Westfalen. Gemeinsam mit Yazgülü Zeybek ist er seit Juni 2022 Landesvorsitzender der Grünen in NRW.

## Leben
Achtermeyer wurde in Mönchengladbach geboren, wuchs in Bonn auf und machte sein Abitur am Ernst-Kalkuhl-Gymnasium. Von Oktober 2013 bis Mai 2020 studierte er Politikwissenschaft und Grundlagen des Rechts an der Universität Bonn und schloss das Studium mit einem Masterabschluss mit gut ab.
Von Juni 2020 bis zu seinem Einzug in den Landtag im Juni 2022 arbeitete er im Marketing der Softwarefirma LeanIX. Im November 2022 wählte die Wirtschaftszeitschrift Capital Achtermeyer als Person, „die das Land durch die Krisen dieser Zeit navigier[t] und mit Zuversicht die Zukunft gestalte[t]“ in seine Top 40 unter 40.

## Politik
Zu seiner Schulzeit war Achtermeyer Mitglied der Bundesschülerkonferenz, 2011 trat er der Grünen Jugend sowie Bündnis 90/Die Grünen bei. Ab 2013 war er Mitglied im Landesvorstand der Grünen Jugend NRW und ab November 2017 deren Vorsitzender.

### Kommunalpolitik
Von 2014 bis 2022 war Achtermeyer Mitglied des Bonner Stadtrats. Zunächst war er dort Vorsitzender des Schulausschusses, nach der Kommunalwahl 2020, bei der er Spitzenkandidat seiner Partei war, wurde er zum Fraktionsvorsitzenden gewählt. Nach der Wahl in den Landtag legte er sein Ratsmandat nieder.

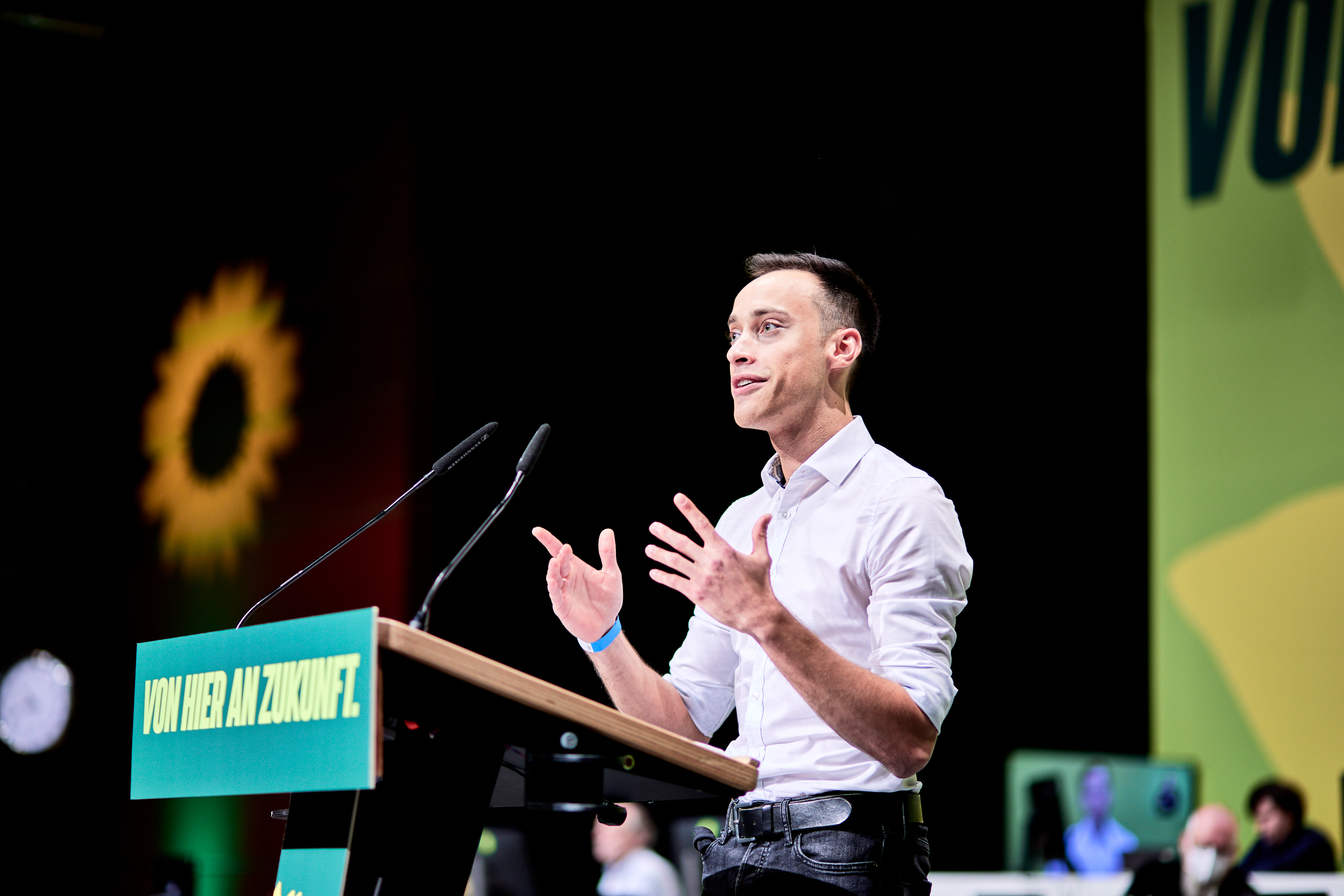
Tim Achtermeyer bei der Landesdelegiertenkonferenz der Grünen NRW in Siegen (2021)

### Landespolitik
Bereits bei der Landtagswahl in Nordrhein-Westfalen 2017 kandidierte Achtermeyer als Kandidat der Grünen Jugend auf Listenplatz 26, verpasste jedoch den Einzug in den Landtag. Im Juni 2021 wurde er als Spitzenkandidat der Bonner Grünen für die Landtagswahl 2022 nominiert und im November 2021 auch als Direktkandidat für den Wahlkreis Bonn I aufgestellt. Bei der Wahl am 15. Mai 2022 verpasste er mit 29,31 % der Stimmen knapp (0,98 % oder 669 Stimmen) das Direktmandat, konnte jedoch über Platz 24 der Grünen-Reserveliste in den Landtag einziehen.
Auf der Landesdelegiertenkonferenz der Grünen in Nordrhein-Westfalen wurde Achtermeyer am 26. Juni 2022 mit 81,8 % der Stimmen zum Vorsitzenden gewählt – gemeinsam mit Yazgülü Zeybek.